# Helmdange
Helmdange (Luxemburgs: Hielem, Duits: Helmdingen) is een plaats in de gemeente Lorentzweiler en het kanton Mersch in Luxemburg.

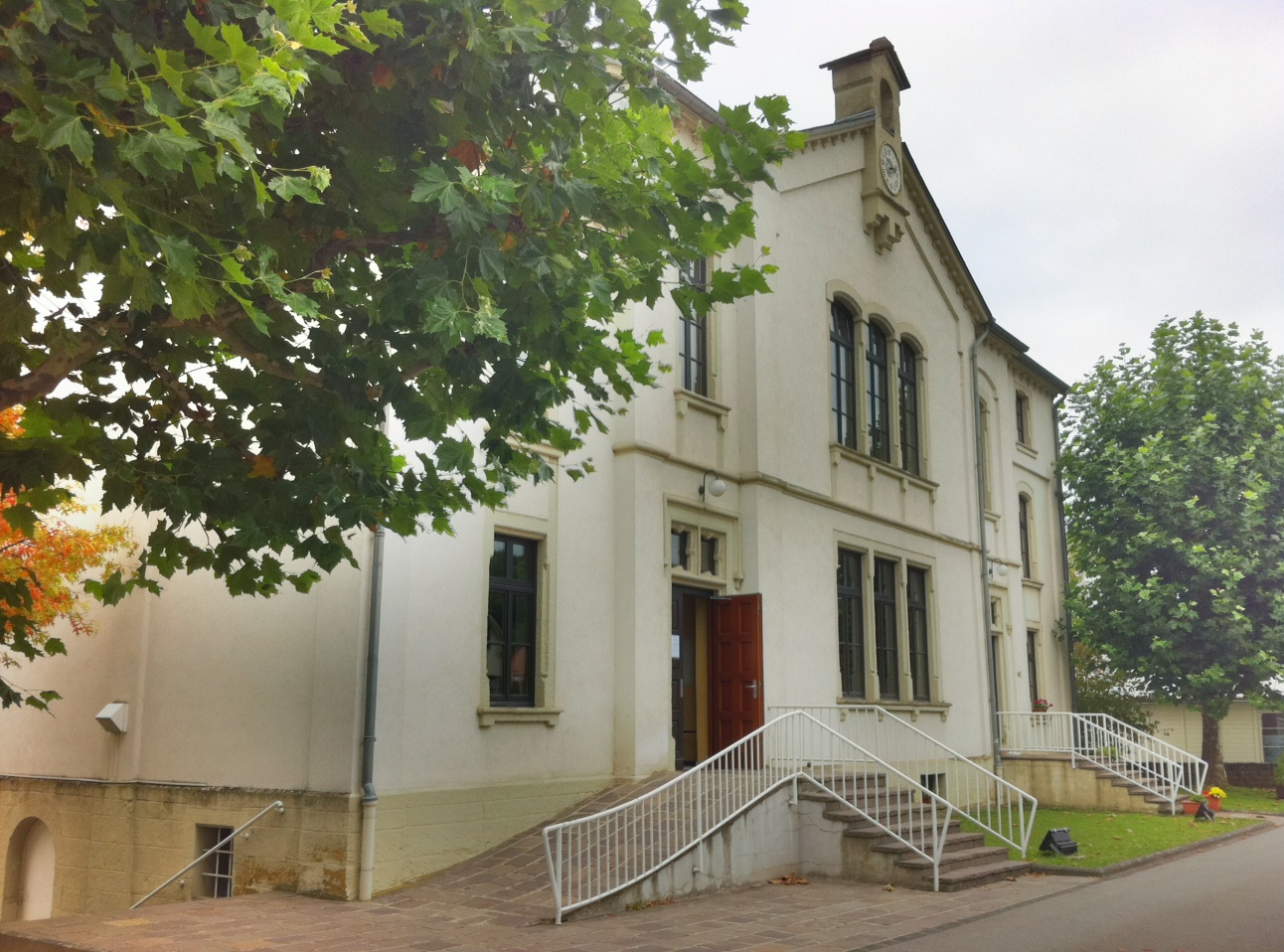
School in Helmdange

Helmdange telt 614 inwoners (2001).